# WCP
WCP 주식회사는 2차전지의 4대 소재 중 하나인 분리막을 제조하는 회사로, 더블유스코프코리아의 자회사이다. 

## 연혁
W-SCOPE으로부터 출자하여 2016년 10월 26일에 설립되었으며, 2022년 9월 30일에 코스닥시장에 상장하였다.

## 주요 내역
- 2021년에 법원이 산업은행에 더블유씨피(WCP) 전환사채(CB) 매매 계약과 관련해 ‘처분 금지’ 가처분 결정을 내렸다.[1]
- 더블유씨피는 2차전지 분리막 공장 증설을 위해 헝가리 니레지하저시에 7억 유로(약 9530억원)가량을 투자할 계획이다.[2]
- '나트륨이온 배터리용 폴리올레핀계 수계 세라믹 코팅 분리막 개발' 과제를 수행하고 있다.[3]